# Acroporium longicuspis
Acroporium longicuspis är en bladmossart som beskrevs av Hugh Neville Dixon 1924. Acroporium longicuspis ingår i släktet Acroporium och familjen Sematophyllaceae. Inga underarter finns listade i Catalogue of Life.